# مانو سانچز (بازیکن فوتبال، زاده ۲۰۰۰)
مانو سانچز (انگلیسی: Manu Sánchez؛ زادهٔ ۲۴ اوت ۲۰۰۰) بازیکن فوتبال اهل اسپانیا است.
از باشگاه‌هایی که در آن بازی کرده‌است می‌توان به باشگاه فوتبال اتلتیکو مادرید اشاره کرد.
وی همچنین در تیم ملی فوتبال زیر ۲۱ سال اسپانیا بازی کرده‌است.